# 熱羅姆·戈爾馬
熱羅姆·戈爾馬（法語：Jérôme Golmard，1973年9月9日—2017年7月31日）是一位法國職業網球運動員，1993年轉職業。
戈爾馬在2014年宣布被診斷出罹患運動神經元疾病（俗稱漸凍人症），並於2017年7月31日逝世，享年43歲。

## 外部連結
- 熱羅姆·戈爾馬（英文/西班牙文）的官方資料
- 熱羅姆·戈爾馬的國際網球總會 職業／青少年 官方資料（英文）
- 熱羅姆·戈爾馬的官方資料（英文）